# 新经济体制
新经济体制（德语：Neues Ökonomisches System），正式名称为新计划和管理经济体制，是德意志民主共和国执政的统一社会党于1963年实施的一项经济政策。目的是取代从1951年起用于管理东德经济的五年计划体系。该体制由乌布利希引入，旨在改善现有中央计划的绩效，以便经济以尽可能高效的方式运行。
其主要目标是减少原材料的浪费，提高生产方法中使用的机械化水平，最重要的是，创建一个质量而不是数量最重要的系统。 该体制在很大程度上取得了成功，并于1968年被专注于建设东德高科技产业的社会主义经济体制所取代。

## 基本内容
乌布利希并没有向每个人施压以完成他们的年度计划，而是想制定一个更长期的计划来促进东德的增长，并允许国有企业在实现这些目标方面有更多的行动自由。 然而，新经济体制从来没有真正的单一计划或明确的时间表。乌布利希呼吁制定愿景（Perspektivplan）来代替五年计划，但由于国家控制经济的长期规划被证明是一项几乎不可能完成的任务，因此从未制定该计划。
在1963年1月的第六届党代表大会上，乌布利希批评了现有的官僚和集中管理经济的方式，并宣布了新经济体制的基本原则：
- 工厂经理将在不那么严格的五年计划中获得更多自主权。
- 价格将变得更加灵活和以市场为基础。
- 经济上的成功也将通过利润来衡量，而不仅仅是通过计划的实现来衡量。
- 将引入物质激励措施以鼓励更高的工人生产率。
- 将允许工人通过生产委员会参与管理。
- 私营和部分国有企业将获得更多自由。
- 技术官僚和行业专家代替党的理论家，将更多地参与决策。[1]

杰弗里·科普斯坦 (Jeffrey Kopstein) 写道：“改革的主要目标是克服忽视技术和生产过程中长期结构变化的年度计划心态。”